# Concatedral de Nuestra Señora de Heliópolis
La Concatedral de Nuestra Señora de Heliópolis o Catedral Latina de Nuestra Señora de Heliópolis es el nombre que recibe un edificio religioso que pertenece a la Iglesia católica y se localiza en la plaza El-Ahram, Heliópolis parte de la ciudad de El Cairo, Capital del país africano de Egipto.
Sigue el rito romano o latino y esta bajo la jurisdicción del vicariato apostólico de Alejandría de Egipto. Es concatedral desde el año 2008. En el 2014 miembros de diversas denominaciones cristianas se reunieron en el lugar para rezar por el futuro del país tras los hechos ocurridos por la Primavera Árabe.